# Уйта (Архангельская область)
Уйта — деревня в Виноградовском районе Архангельской области. Входит в состав Моржегорского сельского поселения.

## География
Деревня расположена в среднем течении Северной Двины на левом берегу, севернее озера Талто. Напротив деревни, на правом берегу Северной Двины находится усть-ваеньгский посёлок Сплавной и нежилая деревня Красная Горка, где фермерствовал «архангельский мужик» Николай Сивков. К югу от деревни на северном берегу озера Талто находится деревня Надозерье, к западу от деревни Уйта находится деревня Шастки. От деревни до Архангельска по реке — 283 км. Через деревню проходит автомобильная трасса М-8 «Холмогоры» (Москва — Архангельск).

## Население
| 2002 | 2010 | 2012 |
| ---- | ---- | ---- |
| 297  | ↘202 | ↘193 |

Численность населения деревни, по данным Всероссийской переписи населения 2010 года, составляла 202 человека. В 2009 году числился 241 чел., из них — 67 пенсионеров.
В деревне Уйта Шенкурского уезда родился русский революционер-большевик Роман Куликов (1897—1918).

### Карты
- P-38-39,40. (Лист Усть-Ваеньга)
- Уйта. Публичная кадастровая карта
- Уйта на карте Wikimapia